# Passeig Marítim (Roses)
Passeig Marítim és una obra del municipi de Roses (Alt Empordà) inclosa en l'Inventari del Patrimoni Arquitectònic de Catalunya.

## Descripció
Conjunt homogeni d'edificis situats a primera línia de mar, a la part occidental de la ciutat, just a la zona edificada entre la Ciutadella i la Platja de Roses.
En general es tracta d'habitatges unifamiliars aïllats amb jardí, de planta rectangular o quadrada, destinats a cases d'estiueig. Formats per diverses crugies adossades entre elles, amb les cobertes majoritàriament a una i dues vessants, de teula àrab. Consten de planta baixa -normalment destinada a garatge o magatzem per les barques- i planta pis -destinada a l'habitatge-, algunes d'elles amb porxo davant la façana principal, aquesta última orientada al mar. Actualment, algunes d'aquestes construccions han estat transformades per adaptar-les a les noves necessitats dels propietaris -seria el cas del número 6, que es troba dividit en tres apartaments diferents per llogar, i del número 9, dividit en dos habitatges diferenciats-. Exteriorment, totes les façanes tenen les mateixes característiques: es troben arrebossades i pintades de blanc, amb uns grans finestrals d'obertura rectangular -que donen accés al porxo- i algun element decoratiu en pedra -sòcols, eixos cantoners i, en algun cas, portes d'accés amb llindes i brancals de pedra-.

## Història
Aquestes edificacions conformen una primera línia de mar homogènia amb un estil arquitectònic de caràcter mediterrani. Les cases projectades per l'arquitecte Alexandre Bonaterra i Matas són els números 6 i 9 l'any 1953, i el número 11 del Passeig Marítim, de l'any 1954. La resta de construccions també es poden adscriure a les mateixes cronologies.